# Антарес
Анта́рес, або Веспертільйо, також Серце Скорпіона (від дав.-гр. ανταρης — «суперник А́реса», альфа Скорпіона) — зоря 1-ї зоряної величини, найяскравіша в сузір'ї Скорпіона. У середніх широтах північної півкулі її видно влітку.
Червоний надгігант спектрального класу M1, належить до напівправильних змінних зірок. Амплітуда змінності — 0,9m, період — 1733 дні. Подвійна зоря.

## Назви
Слово Антарес походить від грец. ανταρης, що означає «суперник Ареса» через те, що він своїм червоним кольором нагадує колір планети Марс. Колір цієї зірки викликав інтерес багатьох народів протягом історії. В арабській астрономічній традиції називався Калб-аль-Акраб (Серце Скорпіона). Багато давньоєгипетських храмів орієнтовано таким чином, що світло Антареса відігравало певну роль у церемоніях. У стародавній Персії Антарес, який називали Сатевіс, був однією з чотирьох царських зір. У стародавній Індії його називали Джєштха. Аккадська назва — Ґар ґіб тар.
У середньовічній астрологічній практиці, що була пов'язана з пізньоримською чаклунською практикою «стрегерія», Антарес вважався одним із занепалих ангелів, сторожем так званих «західних воріт» неба. Від італійського vesper — «вечір» — походить назва зірки Веспертеліно.

## Характеристики

Порівняння розмірів Антареса, Арктура, Сонця та орбіти Марса

Антарес — надгігант класу M, з діаметром приблизно 2,1× 109 км, що майже в 700 разів більше діаметра Сонця. Антарес віддалений від Землі приблизно на 600 світлових років. Його світність у видимому діапазоні хвиль перевищує сонячну в 10 000 разів, а враховуючи той факт, що зірка випромінює значну частину своєї енергії в інфрачервоному діапазоні, загальна світність перевищує сонячну в 65 000 разів. Маса зорі становить 12—13 мас Сонця. Величезний розмір і порівняно невелика маса свідчать про те, що в Антареса дуже низька густина.
Антарес найкраще видно близько 31 травня, коли зірка перебуває в протистоянні з Сонцем. Значне південне схилення зорі створює труднощі для її спостереження в середніх широтах північної півкулі.

## Зірка-компаньйон

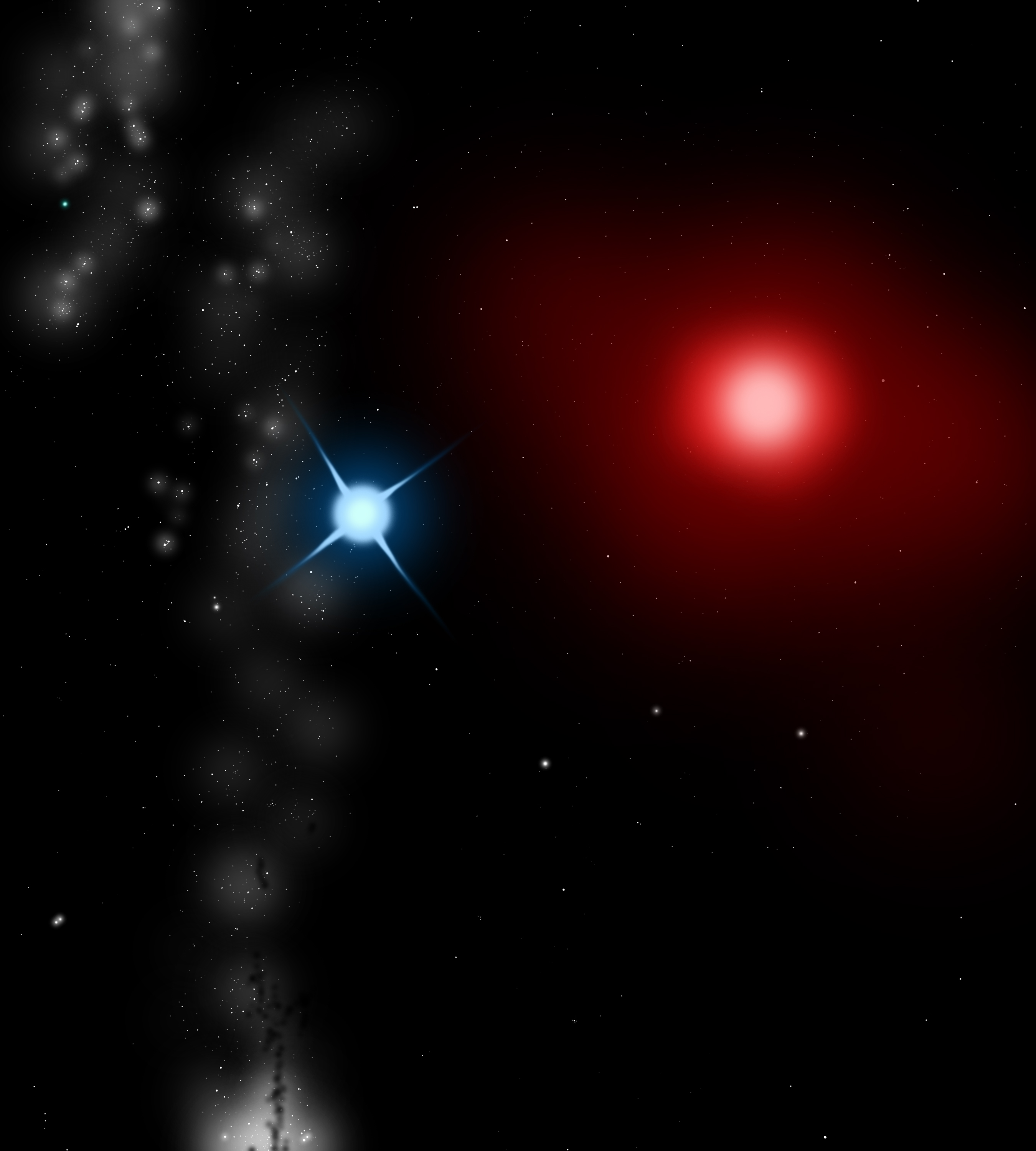
Ілюстрація системи Антареса та його компаньйона, Антареса B

Антарес має компаньйона — блакитну гарячу зорю на відстані близько 2,9 кутових секунд (Антарес B). Хоча вона 5-ї зоряної величини, зазвичай її важко побачити через яскравість Антареса А. У невеликий телескоп цю зірку можна спостерігати протягом кількох секунд під час покриття Місяцем, коли основний компонент Антареса закрито Місяцем; Антарес В було відкрито віденським астрономом Йоганном Тобіасом Бюргі 13 квітня 1819 року, під час одного з таких покриттів. Період обертання супутника — 878 років.

## Розташування щодо екліптики
Із 22 зір першої величини (з умовно прийнятого класу в 2012р[джерело?]) Антарес за кутовою відстанню перебуває найдалі від усіх інших. Найближча до нього зоря першої величини — Альфа Центавра, кутова відстань до якої становить 39° 6,75'. Унаслідок значного власного руху Альфи Центавра цей кут поступово збільшується. До березня 2000 року такою відокремленістю відзначалися Ахернар і Фомальгаут.
Поряд з Альдебараном, Спікою та Регулом Антарес — одна з чотирьох найяскравіших зірок поблизу екліптики. Перебуваючи приблизно в 5° від екліптики, він періодично покривається Місяцем та зрідка — планетами. Сонце проходить поблизу Антареса щороку 2 грудня (близько 5° на північ). Альдебаран, який має схожий помаранчевий колір, розташованій майже точно в протилежній точці Зодіаку від Антареса. Тому, незалежно від місця спостереження, ці зірки не можуть спостерігатися одночасно (в найкращому випадку обидві зірки будуть дуже низько над горизонтом)[джерело?].

## Використання назви
- 1971 року екіпаж Аполлона-14 назвав свій місячний модуль Антаресом.
- Під прапором штату Піауї (Бразилія) вміщено в кантон білу зірку, яка символізує Антарес. Це перегукується з загальнобразильською традицією, за якою кожна з 27 зір, розташованих на прапорі Бразилії, символізує якийсь певний штат. Традиційно, за Піауї «закріплено» Антарес.

## У художній літературі
- У Едмонда Гамільтона в романах «Зоряні королі» (1949) і «Повернення до зірок» (1970) Антарес — батьківщина одного з головних героїв, нащадка земних переселенців капітана Гелла Беррельєна. У повісті «Молот Валькарів» Антарес — столиця Старої Імперії.
- У повісті Аркадія та Бориса Стругацьких «Казка про Трійку» один із другорядних персонажів прилітає з системи Антареса.
- У книзі Данила Андрєєва «Роза світу» Антарес описано як точковий центр одновимірних космічних днищ Галактики.
- Зорі присвячено роман Майкла Макколлума «Стрибок в Антарес».
- В «Зоряному шляху Вояджера» згадується «антареський сидр».

## Виноски
1. ↑  відстань= 1/паралакс = 1/5,40 ≈ 190 пк ≈ 600 св. років